# Бригада: Наследник
«Бригада: Наследник» — российский художественный фильм 2012 года в жанре криминального боевика, поставленный режиссёром Денисом Алексеевым. Продолжение телесериала «Бригада» (2002). Фильм имеет новый актёрский состав, который включает в себя Ивана Макаревича, Екатерину Гусеву, Александра Иншакова, Кирилла Нагиева и других. Сюжет фильма разворачивается вокруг сына Белова, с детства живущего с матерью в Америке. Ему пришло время узнать, что его отец возглавлял «Бригаду», контролировавшую крупный бизнес в Москве и имевшую огромные финансовые активы.
Летом 2010 года кинокомпания «Independent Movies Company» в лице продюсерского центра «Triada Films», приступила к производству художественного фильма «Бригада 2». Съёмки прошли в Москве, Черногории и Нью-Йорке с августа по ноябрь 2010 года.
«Бригада: Наследник» вышла в прокат России и Казахстана 29 ноября 2012 года, спустя десятилетие после предшественника. Фильм получил разгромные отзывы критиков, однако окупился в прокате, собрав 7,9 миллиона долларов при бюджете в 6,5 миллионов.
Телевизионная премьера фильма состоялась 10 февраля 2013 года на «НТВ».

## Сюжет
Прошло много времени после того, как Макс убил друзей Саши Белого, и он, оставив криминальный мир, скрывается вместе с семьёй. Однако фигура бывшего криминального авторитета и его состояние не давали покоя бандитам. На Белова организуется покушение, но его супруга с сыном выживают и скрываются за границей.
Спустя годы они продолжают жить в США. Сын Белого, Иван, попадает в неприятности и ему срочно нужны большие деньги. Он случайно находит документы на недвижимость в России и решает её продать для решения своих проблем. Герой с другом отправляются в Россию и попадают там в паутину интриг криминала. Кроме того, на родине Иван наконец-то найдёт свою любовь, но здесь тоже оказывается подлог судьбы — девушка является дочерью одного из сотрудников спецслужб.

## В ролях
- Иван Макаревич — Иван Александрович Белов, сын Саши Белого
- Екатерина Гусева — Ольга Евгеньевна Белова
- Александр Иншаков — Александр Иванович
- Кирилл Нагиев — «Фил»
- Анна Попова — Валерия Игоревна Введенская
- Игорь Жижикин — Игорь Леонидович Введенский, сотрудник ФСБ
- Валерий Золотухин — «Швед», главарь бандитской группировки
- Юрий Чурсин — «Бесо», подручный «Шведа»
- Наталия Гуслистая — Келли Ольсен
- Алексей Петрухин — Сергеевич, авторитет
- Светлана Фролова — Гуля
- Анна Аршава — танцовщица из Нью-Йорка
- Сергей Бадюк — Сергей
- Эльдар Чеченов — Александр Николаевич Белов («Саша Белый»)
- Александр Востриков — Арсен

## Производство
Вопросы о продолжении сериала последовали сразу после его первого показа, однако продюсеры компании «Аватар Фильм» однозначно заявили, что продолжения не будет. Такое решение было бы вполне оправданным, учитывая, что трое из главных героев в исходном фильме погибают.
Но в 2007 году появилась информация о том, что вторая часть будет снята, однако она будет не сериалом, а полнометражным фильмом: «Это будет что-то вроде эпилога. Рассказ о том, что стало с Сашей Белым пять лет спустя», — сказал продюсер Анатолий Сивушов. По другим данным, в «Бригаде-2» должны были развиваться те же события и в то же время, что и в первой части, однако в другой перспективе — на первый план должна была выйти личная жизнь друзей, а не криминальные разборки.
В 2003 году все четверо главных героев «Бригады» появились на экране в видеоклипе на песню Олега Газманова «Мои ясные дни» (режиссёр Ирина Миронова). По сюжету клипа трое друзей и каскадёр Иншаков в номере гостиницы пытаются посмотреть телевизор, но сосед за стеной (Газманов) мешает им, играя на гитаре. Они разрушают стену, видят Космоса и Газманова и в итоге начинают петь песню вместе с ним.
Своеобразный «кроссовер» с Сашей Белым происходит в одном из эпизодов второго фильма Алексея Сидорова «Бой с тенью» (2005): главного героя фильма, молодого боксёра Артёма Колчина встречает Белов за рулём Ferrari 360. Он протянул ему фотографию, требуя оставить автограф для сына, который занимается боксом в США. Артём сказал Белову: «Классная тачка», а тот ответил: «Выиграешь — подарю!». С тех пор Белый не появляется ни в этом фильме, ни в его продолжениях.
В январе 2008 года стало известно, что создавать вторую часть будет продюсер Александр Иншаков, сыгравший в фильме каскадёра. Снимать фильм собиралась его кинокомпания «Каскад». В феврале 2009 года Иншаков заявил, что это будет полнометражный фильм, съёмки которого начнутся в конце лета 2009 года по сценарию Олега Роя и самого Иншакова. В продолжении не будет сниматься Сергей Безруков, а главным героем станет сын Саши Белого Иван.
Актёр Сергей Безруков, исполнитель роли Саши Белого в оригинальном телесериале Алексея Сидорова, отказался сниматься в продолжении «Бригады» и на своём официальном сайте прокомментировал данное решение следующими словами: «Я свою позицию не меняю, тем более в отношении „Бригады“. Роль для меня закончилась в 2002 году, исключая небольшое камео, которое я сделал для Алексея Сидорова, когда он снимал „Бой с тенью“. Это был своеобразный „дружеский автограф“ в помощь режиссёру, с которым мы снимали большой проект, причём я сделал это совершенно бесплатно, просто из уважения к Алексею. В течение 8 лет ко мне не раз обращались со всевозможными вариантами сценариев продолжения „Бригады“, но я всегда отказывался и отказываюсь. Ещё раз становиться Сашей Белым я не хочу...».
В ноябре 2012 года режиссёр и один из продюсеров нового фильма Денис Алексеев в интервью краснодарским журналистам объяснил отказ Безрукова от роли так: «Сразу скажу о том, почему в фильме не сыграл Сергей Безруков. Он был согласен с нами работать, но только при условии, что ему предоставят главную роль, а мы, исходя из сценария, такого предложить не смогли, для Сергея была приготовлена лишь второстепенная роль».
В том же месяце на сайте газеты «Комсомольская правда» появилась информация, что персонаж Александр Белов, он же «Саша Белый», появится в новой картине, но играть его будет другой актёр. Внешнее сходство с образом, сыгранным ранее Безруковым, было достигнуто с помощью специальных масок и грима, а также сложных компьютерных программ.
Летом 2010 года кинокомпания «Independent Movies Company» в лице продюсерского центра Triada Films, приступила к производству художественного фильма «Бригада 2». Съёмочный период — август-ноябрь 2010 года; съёмки прошли в Москве, Черногории и Нью-Йорке.
Съёмочный процесс в Нью-Йорке обеспечивала американская компания продюсера Виталия Ализиера.

## Отзывы и оценки
Фильм был встречен резко отрицательными отзывами в прессе и, по итогу, остался в забвении. По данным агрегатора «Критиканство» «Бригада: Наследник» заработал 25 баллов из 100 на основе 22 рецензий, не получив ни одной положительной рецензии и только две нейтральных, все остальные критики разгромили картину.
Алла Боссарт, «Новая газета»:

Создатели сиквела нашумевшей саги «Бригада» обескуражили зрителя попыткой вернуть давно ушедшее время. Бандитская романтика больше не в моде, сюжетные ходы никого не удивляют. <...> «Наследник» предсказуем от начала до конца. Никто не ждал и не требовал шедевра от режиссёра Дениса Алексеева: мы его вообще не знаем. Иншакова да, знаем; он не по этому делу. <...> Я думаю, что создатели не создали сериал именно потому, что не могли, сколько ни тужились (а тужились больше года), придумать событий и судеб на новую сагу.

Лидия Маслова, «Коммерсантъ»:

...сын Саши Белого вырос Иванушкой-дурачком... <...> Вообще, вся «Бригада. Наследник» смахивает на портфолио Александра Иншакова, который то в смокинге с бабочкой выступает в микрофон, элегантным жестом откидывая прядь с лица, то, наоборот, собрав волосы в хвост, в джинсах и косухе убивает голыми руками нескольких врагов, то в красной фуфайке с буквами СССР мечет ножи в мишень у себя на даче. Этот добрый гений семьи Беловых (благодаря которому незадачливый наследник только и выпутывается из ситуации, в которую вляпался по собственной глупости), выходит, особенно для тех, кто не очень помнит сериал, едва ли не более мифологическим персонажем, чем сам Саша Белый.

Алекс Экслер, «Exler.ru»:

И кто тут главный герой? Ваня «Джеймс, прости Господи, Оклахома» Макаревич с его метросексуальной внешностью и соответствующими манериками? <...> Оно, конечно, понятно, что даже в голливудском кино на главные роли далеко не всегда берут тех актеров, которые больше всего подходят. Там тоже иногда действуют самые различные соображения, не говоря уж о системе звёзд. У нас же, судя по всему, только соображения и действуют, особенно когда папа Андрюша находит финансирование у серьёзных людей. Ваня Макаревич — совершенно вопиющий мискастинг. Харизмы — ноль, полагающейся по сюжету крутости — ноль, актёрского мастерства (а ведь он учился) — тоже ноль. Бегает туда-сюда какое-то существо, задирает верхнюю губу и что-то там лопочет. <...> Очень слабенькое кинцо с кошмарным сценарием, бездарной постановкой и плохой игрой актёров.

Антон Долин, «Вести ФМ»:

Имеет ли смысл копаться в смешнейших поворотах натянутого, как струна, сюжета, разбирать противоестественный кастинг, глумиться над вторичной музыкой и напрасно претендующими на естественность репликами, порученными картонным персонажам? Ведь весь сыр-бор затеян для того, чтобы бывший каскадёр по кличке Иваныч смог отбить законное, как ему представляется, право на первый план, а там наконец-то расправиться при помощи пары виртуозных приёмчиков со всеми злодеями нашего Отечества — от пахана, сыгранного Валерием Золотухиным, до колоритного киллера с подозрительно-нерусским именем Бесо, которого как раз весьма убедительно играет Юрий Чурсин. Короче говоря, «Бригада. Наследник» не совсем фильм, а красочное недоразумение, которое имеет смысл смотреть лишь в том случае, если у вас хорошо развитое чувство юмора.

## Саундтрек
1. Александр Иншаков — «Бригада»
2. Василий Филатов
3. Игорь Марин — «Parting Words»
4. А-Студио feat. 3XL PRO — «Раз и навсегда»

## Не вышедшее продолжение
Несмотря на массовую критику фильма продюсер картины Александр Иншаков объявил о том, что он намерен сделать трилогию. Спустя полгода после выхода «Бригады-2» началась работа над сценарием для третьего фильма. Режиссёром «Бригады-3» был назначен Дин Махаматдинов.
Всего был написан небольшой фрагмент сценария, съёмки картины так и не начались.
Летом 2013 года режиссёр второй части проекта Денис Алексеев был помещен под домашний арест из-за обвинения в хищении денежных средств и мошенничестве. Инициатором судебных разбирательств был Александр Иншаков. По его словам, именно Алексеев и его помощники пытаясь скрыть растрату бюджета картины, путём махинаций и подделывания подписей выкрали более 50 миллионов рублей, выделенных в том числе и на производство третьего фильма.
После 8 месяцев следствия, все обвинения с Алексеева были сняты. В связи с громкостью уголовного дела была инициирована проверка, по результатам которого руководитель следственного отдела северо-западного округа Москвы был понижен в должности.
В 2016 году в сети появился фан-трейлер фильма под названием «Бригада-3: Отцы и дети». В видео были использованы фрагменты из оригинального сериала, а также эпизоды из фильма «Мамы» и мини-сериала «Прошлым летом в Чулимске». В обоих проектах актёр Сергей Безруков исполнил главные роли.
После череды вопросов о судьбе проекта продюсер картины Александр Иншаков заявил, что не планирует снимать продолжение, из-за отказа Безрукова сниматься во втором фильме и последующего провала «Бригады-2».
О своём участии во втором фильме и появлении в сети фан-трейлера «Бригады-3», высказался и Сергей Безруков: «Я не снимался и не собираюсь сниматься ни во второй, ни тем более в третьей картине. А видео появившееся в сети просто самиздат».
В 2018 году в интервью шоу «Gazlive» на вопрос о том, будет ли продолжение проекта и появится ли «Саша Белый» на экранах вновь, Безруков ответил: «Думаю, нет. Был снят замечательный сериал, он закончился как и история Саши Белого. Всё, что будет показано как продолжение — это фуфло».
В 2020 году был выпущен новый фан-трейлер «Бригады-3». На сей раз в видео присутствовали фрагменты из оригинального сериала и фильма «После тебя», где Безруков также исполнил главную роль.